# 魏塘镇
魏塘镇是浙江省嘉善县已撤消的一个镇，原为嘉善县府所在地。相传宋代有魏姓，武姓人，在此聚商成市，名为魏塘，又名武塘。宋时设巡检司，元代升为镇，设有魏塘务。明洪武三年（1370年）政税务官署为税课局。明宣德五年（1430年）建嘉善县，县治在魏塘镇。清代沿袭明制。民国元年（1912年）称城厢镇，后又改回魏塘镇。2009年7月与惠民镇一起被撤消，以两镇辖区为行政区域新设魏塘街道、罗星街道和惠民街道。
该镇名人有民国时期国务总理钱能训、中华人民共和国副总理黄菊。